# Presostat
Presostat je vrsta prekidača koji se koristi za regulaciju protoka vazduha i rada ventilatora u klima i ventilacionim komorama, detekciju pojave inja na rekuperatorima toplote kao i za indikaciju zaprljanosti filtera za vazduh.